# 菲利普實驗
菲利普實驗是一項1972年在安大略多倫多（Toronto, Ontario）辦理的超心理學實驗，為了確定實驗對象是否能透過人類的希望，跟虛構出來的鬼進行交流。

## 實驗
這個實驗由數學家A. R. G. Owen領導，心理學家Joel Whitton博士監看。測試小組由A. R. G.的妻子Iris Owen、前任加拿大MENSA經理Margaret Sparrows、工業設計師Andy H.、他的妻子Lorne、暖氣裝置工程師Al Peacock、會計師Bernice M、簿記員Dorothy O' Donnel和社會學學生Sidney K組成。
他們的目標是透過一套有目的的方法創造一個虛構的角色，然後「嘗試」以降神會與其交流。創造出來的角色被商定命名為「菲利普·艾爾斯弗德（Philip Aylesford）」，在測試中稱作菲利普（Philip）。他的虛構來歷有部分與現實事件和地名相符，但也有許多矛盾和錯誤。他於1624年在英國出生，早期曾有軍事生涯，並在十六歲時被授以爵位。他被捲入英國內戰，而且因此和查理二世成為了私密好友，作為一個間諜為他工作。菲利普並不高興與一個名為Dorothea的女人結婚，之後他與一個吉普賽女孩陷入愛河，然而她卻被告發使用巫術並被綁在木樁上燒死。1654年，菲利普在絕望中自殺，享年三十歲。
測試小組環坐在桌邊，像最初的降神會一樣，沒有接觸也沒有交談，但沒有任何事發生。於是Owen改變了測試條件，將燈光調暗，以及移到一個模仿比較「傳統」的降神會環境。參加者開始感覺到鬼魂的存在、桌子震動、微風、不明的共鳴和與菲利普生平問題相合答案的敲擊聲。一度，桌子被單一隻腿給弄得傾斜。儘管如此，這些陳述的鬼魂和無法解釋現象都沒有被記錄。

## 批評
這項實驗因為缺乏可靠的控制以及不可信的降神會所提供的模糊結果而被批評。重複進行實驗，實驗創造出來的角色名為「莉莉絲（Lilith）」和「翰弗雷（Humphrey）」，在相似的環境下得到了相似的結果，這被認為是無效的。負責監看的心理學家Joel Whitton，推論這些結果是由參與者造成的，由於潛意識的防衛機制，使他們的行為倒退到如孩童一般。

## 在流行文化中
這個實驗影響了2012年上映的The Apparition和2014年上映的The Quiet Ones。